# Physoderma lathyri
Physoderma lathyri är en svampart som först beskrevs av Palm, och fick sitt nu gällande namn av Karling 1950. Physoderma lathyri ingår i släktet Physoderma och familjen Physodermataceae.   Inga underarter finns listade i Catalogue of Life.